# Vivagina
Vivagina (engelska The Vagina Monologues) är en-kvinnasföreställning av Eve Ensler. 
Föreställningen hade premiär i New York 1996, framförd av Ensler själv. Sedan dess har ett stort antal kändisar medverkat i tolkningar av föreställningen och den har även satts upp internationellt. The Vagina Monologues har inspirerat V-Day-rörelsen mot våld mot kvinnor men har också mött omfattande kritik, även från vissa feministiska kretsar.
I Sverige framfördes den första gången av Kim Anderzon på Mosebacke Etablissement 1997, i regi av Judith Hollander. Anderzon framförde föreställningen flera gånger runtom i landet.